# سونیا آلمارچا
سونیا آلمارچا (اسپانیایی: Sonia Almarcha‎؛ زادهٔ ۱۹۷۲) بازیگر اهل اسپانیا است.
از فیلم‌ها یا برنامه‌های تلویزیونی که وی در آنها نقش داشته‌است می‌توان به انزوا، متهم، رو در رو، عشق ورزیدن و رئیس خوب اشاره کرد.
او در سال ۲۰۲۲ برندهٔ جایزه گویا بهترین بازیگر نقش مکمل زن برای ایفای نفش در رئیس خوب شد.